# Nana Gichuru
Ephex Kanana Gichuru (14 de diciembre de 1986 – 22 de septiembre de 2015) fue una actriz y presentadora de televisión keniana, conocida popularmente como Nana Gichuru. Su reconocimiento en la actuación se debió a sus papeles en la serie de televisión Noose of Gold, Demigods y How to Find a Husband. Como presentadora, debía participar en Interior Designs, una serie de telerrealidad de Kenia, antes de su muerte. También fue miembro de la tripulación de Kenya Airways.

## Carrera
Gichuru protagonizó varias producciones como Noose of Gold en 2010 y Demigods en 2011. Su última producción fue un papel en la comedia How to Find a Husband y el reality show Interior Designs.

## Muerte
Aproximadamente a las 10 de la mañana del 22 de septiembre de 2015, Nana viajaba en su BMW convertible en Eastern Bypass, Utawala, cuando su automóvil chocó contra un camión. Murió en el acto a la edad de 28 años El accidente se produjo diez días después de que supuestamente predijera su propia muerte en sus páginas de redes sociales. Su servicio conmemorativo se llevó a cabo el 30 de septiembre de 2015 en la Iglesia Metodista de Ruaraka. Fue enterrada el 2 de octubre de 2015 en su ciudad natal, Kaaga en Meru.

## Filmografía
| Año    | Título                   | Papel     | Notas                                              | Red               |
| ------ | ------------------------ | --------- | -------------------------------------------------- | ----------------- |
| 2010 – | Lazo de oro              | Felma     | Reparto principal                                  | NTV               |
| –      | Semidioses               | Juliana   | Reparto principal                                  | NTV               |
| 2015   | Cómo encontrar un marido |           | Reparto principal                                  | Maisha Magic East |
| 2015   | Diseños de interiores    | Anfitrión | Anfitriona prevista, pero murió antes del estreno. | NTV               |